# Harold Y. Hwang
Harold Yoonsung Hwang (* 1970 in Pasadena, Kalifornien) ist ein US-amerikanischer Physiker und Professor für Physik an der Stanford University.

## Leben
Harold Hwang erhielt seinen PhD 1997 an der Princeton University. Von 1994 bis 1996 war er Research Assistant und von 1996 bis 2003 Member of Technical Staff der Bell Laboratories in New Jersey. Von 2003 bis 2008 war er Associate Professor und von 2009 Full Professor am Department of Advanced Materials Science und am Department of Applied Physics an der University of Tokio in Kashiwa, Japan. Von 2006 bis 2007 war er außerdem Visiting Associate Professor des Institute for Chemical Research an der Kyoto University. Seit 2010 ist er Professor für Physik am Department of Applied Physics der Stanford University und Team Leader der Correlated Electron Research Group am RIKEN Advanced Science Institute in Wako, Japan.

## Forschung
Als Doktorand entdeckte Hwang, dass spin-polarisierte Tunnelströme in polykristallinen Manganaten sehr hohe Magnetwiderstände erzeugen. Während seiner Zeit an den Bell Laboratories entwickelte er Methoden zur Synthese und Charakterisierung von Metalloxid-Heterostrukturen und wies einen zweidimensionalen metallischen Zustand an der Grenzfläche zwischen den Bandisolatoren LaAlO3 und SrTiO3 nach. In der Folge erforschte er eine Reihe weiterer Grenzflächenzustände in Metalloxid-Heterostrukturen und -Schaltelementen.

## Preise und Auszeichnungen
2005 erhielt er den Outstanding Young Investigator Award der Materials Research Society. 2008 erhielt er den IBM Japan Science Prize und 2013 den Ho-Am-Prize in Science. Am 18. Juni 2014 erhielt er zusammen mit Jochen Mannhart und Jean-Marc Triscone den Europhysics Prize der Condensed Matter Division der European Physical Society. Für 2024 wurde ihm der James C. McGroddy Prize for New Materials zugesprochen.
Seit 2011 ist Hwang Fellow der American Physical Society, seit 2024 Mitglied der American Academy of Arts and Sciences und der National Academy of Sciences.